# Spathius naisus
Spathius naisus är en stekelart som beskrevs av Nixon 1943. Spathius naisus ingår i släktet Spathius och familjen bracksteklar. Inga underarter finns listade i Catalogue of Life.